# Lex Publilia de censoribus
La lex Publilia de censoribus va ser una antiga llei romana proposada per Quint Publili Filó l'any 339 aC. Ordenava que un dels dos censors havia de ser forçosament plebeu, mentre que l'altre seria patrici.